# 적서초등학교
적서초등학교는 대한민국 경기도 파주시에 있는 공립 초등학교이다.

## 학교 연혁
- 1923.04.01 적성공립보통학교 부설 장파간이학교로 설립인가
- 1949.05.10 적서국민학교 승격 인가
- 1953.04.13 6.25로 법원읍 갈곡리에서 피난 개교
- 1956.03.02 본교를 현 장소로 이전
- 1982.03.09 병설 유치원 개원
- 2002.11.06 제3회 학교 숲 가꾸기 전국대회 우수상 수상
- 2003.05.31 학교 자연학습장 조성
- 2008.12.17 적서초 병설유치원 안전교육 교육감표창
- 2009.12.23 방과후 프로그램 운영 우수표창
- 2009.12.30 학교평가 우수교 표창
- 2010.01.16 교과부 요청 경제영역 연구학교 지정
- 2014.03.01 교과부 요청 농산어촌ICT 연구학교 지정
- 2014.02.17 제61회 졸업식(남:8, 여:3, 2900명)
- 2015.03.01 초등학교 6학급, 병설유치원 1학급 편성
- 2015.03.01 제23대 정지동 교장선생님 취임